# Wardsboro
Wardsboro es un municipio ubicado en el condado de Windham, Vermont, Estados Unidos. Tiene una población estimada, a mediados de 2021, de 881 habitantes.

## Geografía
El municipio está ubicado en las coordenadas 43°1′10″N 72°48′44″O / 43.01944, -72.81222 (43.019478, -72.812148).

## Demografía
Según la Oficina del Censo, en 2000 los ingresos medios de los hogares de la localidad eran de $35,000 y los ingresos medios de las familias eran de $43,333. Los hombres tenían ingresos medios por $28,083 frente a los $22,656 que percibían las mujeres. Los ingresos per cápita eran de $17,165. Alrededor del 7.6% de la población estaba por debajo del umbral de pobreza.
De acuerdo con la estimación 2016-2020 de la Oficina del Censo, los ingresos medios de los hogares de la localidad son de $58,846 y los ingresos medios de las familias eran de $73,056. Alrededor del 7.4% de la población está por debajo del umbral de pobreza.